# 加藤小夜子
加藤 小夜子（かとう さよこ、1954年4月24日 - ）は、神奈川県出身の元女優。

## 人物
神奈川県に生まれ、主に東宝の映画に出演。1970年代に活動した女優で1974年にフリーになるも、1979年に引退。

## 来歴
- 1971年 - 高校在学中に東宝に入社。
- 1973年 - 『戦争を知らない子供たち』で映画初主演。
- 1974年 - フリーになる。
- 1977年 - 芸名を加藤小夜子から加藤さよ子と改める。
- 1979年 - 引退。

## 出演作品

### テレビドラマ
- まぼろしのペンフレンド（1974年  NHK）- 本郷令子、木田めぐみ 役（二役）
- 非情のライセンス　第１シリーズ　第48話「兇悪のサンバ」（1974年  NET系）- レミ 役
- 俺たちの勲章 第3話「愛が哀しい」（1975年、東宝 / NTV） - 藤井順子 役
- 太陽にほえろ!（東宝 / NTV）
  - 第144話「タレ込み屋」（1975年） - 治美 役
  - 第173話「一発で射殺せよ!」（1975年） - 菅原昌子 役
- 新宿警察（1975年、東映 / CX）
- 大江戸捜査網 第156話「理由なき殺人」（1976年、12ch）- おしの 役
- 必殺からくり人・富嶽百景殺し旅　第7話「駿州江尻」（1978年、松竹 / ABC）- 美乃 役

### 映画
- 賞金首 一瞬八人斬り（1972年、東映） - 飛び天童 役
- 子連れ狼 死に風に向う乳母車（1972年、東映） - お松 役
- 戦争を知らない子供たち（1973年、東宝）
- 狼の紋章（1973年、東宝） - 小沼竜子 役
- 放課後（1973年、東宝） - 畑めぐみ 役
- あばよダチ公（1974年、日活） - シン子 役
- 青い山脈（1975年、東宝） - 松山浅子 役
- 俺の空（1977年、東宝） - 安田聖子 役